# Ainhoa Güemes Moreno
Ainhoa Güemes Moreno (Bilbao, Vizcaya, 8 de enero de 1976) es una periodista y técnica de igualdad.

## Trayectoria
Nació en Bilbao, el 8 de enero de 1976. Licenciada en periodismo y doctora en bellas artes. Impulsora y gestora del Festival de Cultura Feminista Feministaldia, celebrado en Arteleku y organizado por la plataforma política de mujeres Plazandreok.
En el marco de Feministaldia comisarió dos exposiciones de arte: ‘Contracoordenadas: La transgresión del Espacio Cartesiano’ y ‘Disparos sobre Blanco’. Ha comisariado la exposición ‘La producción de obras artecnovivas. Recreación y constitución de mundo: de la escritura de Virginia Woolf a la poética de Jorge Oteiza’, en la Sala Txillida de Bizkaia Aretoa.
Ha colaborado en la sección de opinión del diario GARA y NAIZ, en el blog ‘Libre, tropikala eta feminista’, sobre arte, política y feminismo.
Sus ensayos teóricos han sido expuestos en diversos foros, por citar algunos, en el VII. Congreso Iberoamericano de Ciencia, Tecnología y Género, celebrado en La Habana, Cuba, en 2008; en el Laboratorio de Arte, Tecnología y Feminismo. Encuentros con Marina Núñez, organizado por el CSIC Centro de Ciencias Humanas y Sociales, en Madrid, en 2009; y en el Encuentro sobre Literatura y Ciencia organizado (en el marco del programa Mestizajes) por la Fundación Donostia International Physics Center (DIPC) y la Academia Vasca de las Ciencias, las Artes y las Letras (Jakiunde).
Proyecciones y Sobreproyecciones. Sala X. White House. Artecnociencia y feminismos. Comunicación presentada en el Congreso Internacional: Mujer, Arte y Tecnología en la Nueva Esfera Pública, celebrado en la Universidad Politécnica de Valencia.
Coautora en la ponencia del IX Congreso Iberoamericano de Ciencia, Tecnología y Género, celebrado en la Universidad de Sevilla (España), del 31 de enero al 3 de febrero de 2012, titulada Exposición mujeres ingenieras, inventoras y arquitectas.

## Publicaciones
- Reflexiones sobre las mujeres vascas y la construcción de paz.[8]
- Kuiar? Bai, arraro samarra, bitxia.[9]